# Zotero
Zotero je program otvorenog koda namijenjen automatskom dohvaćanju, uređivanju i upravljanju bibliografskim bilješkama, eksportiranju istih u razne formate i izradi bibliografije različitih stilova. Razvili su ga Center for History and New Media na George Mason University. Takvi programi za upravljanje bibliografskim bilješkama (eng. reference managers) arhiviraju i organiziraju radove koje citira korisnik. Namijenjeni su istraživačima, nastavnicima, studentima i knjižničarima za stvaranje osobnih baza podataka koje sadrže isključivo njima najvažnije bibliografske bilješke. Zotero promiče novi pristup u razvoju pomagala za upravljanje bibliografskim bilješkama. Za razliku od svojih prethodnika (EndNote, RefWorks, ProCite i sl.), koji predstavljaju samostalne aplikacije, Zotero je ugrađen u popularne internetske preglednike.
Osim primjene uspješnih osobina svojih prethodnika, iskorištava i dostignuća modernog softvera i mrežnih aplikacija: iTunes-a i del.icio.us-a, osiguravajući interakciju, stavljanje oznaka i napredno pretraživanje. Jednako dobro funkcionira i kada nije spojen na internet, osim što tada, dakako, ne dohvaća online jedinice pohranjene u zbirkama.

## Korisničko sučelje
- Zotero u Firefoxu, otkrivanje bibliografskih podataka od ugrađenih COinS na Suvremene teme
- Zotero korisničko sučelje

## Povijest

### Zotero 1.0
Prvo izdanje programa započinje verzijom 1.0.0b2.r1, a bilo je dostupno u listopadu 2006. godine kao dodatak za Firefox. Razvoj programa verzije 1.0.x nastavila do svibnja 2009. godine, kada je objavljena verzija 1.0.10.

### Zotero 2.0
Zotero 2.0, izdan je u veljači 2010. godine, dodane su on-line značajke kao što su metapodaci, sinkronizacija datoteka i grupe knjižnica, a dolazi i do promjene licence iz Educational Community License u GPLv3. Izrada Zotero 2.0.x nastavila sve do listopada 2010. godine, kada je objavljena verzija 2.0.9.

### Zotero 2.1
Zotero 2.1, izdan je u ožujku 2011. godine, novosti su CSL 1,0 podrška, kompatibilsnost s Firefox 4 (minimum je Firefox 3.6) i Zotero Commons, kroz koje materijali se mogu učitati na internet arhivu.

### Zotero Standalone
Zotero Standalone, objavljen u veljači 2011. godine i dostupan kao alfa verzija omogućuje da se Zotero izvoditi kao samostalni program izvan Firefox web preglednika. Korištenjem XULRunner, Zotero Standalone je dostupan za Windows, GNU/Linux i Mac OS X. Dodatci za integraciju Zotero Standalone dostupni su i za web preglednike Safari i Chrome.

## Poveznice
- Službene stranice
- Zotero Add-ons za Firefox  Arhivirana inačica izvorne stranice od 3. svibnja 2012. (Wayback Machine)